# Badminton-Weltmeisterschaft 2023
Die 28. Badminton-Weltmeisterschaft fand vom 21. bis 27. August 2023 in der dänischen Hauptstadt Kopenhagen statt.
Den Austragungsort bestimmte der Council der Badminton World Federation (BWF) im November 2018. Kopenhagen war bereits Ausrichter der Weltmeisterschaften 1983, 1991, 1999 und 2014.

## Sieger und Platzierte
| Disziplin    | Gold                        | Silber                                      | Bronze                        |
| ------------ | --------------------------- | ------------------------------------------- | ----------------------------- |
| Herreneinzel | Kunlavut Vitidsarn          | Kodai Naraoka                               | H. S. Prannoy                 |
| Herreneinzel | Kunlavut Vitidsarn          | Kodai Naraoka                               | Anders Antonsen               |
| Dameneinzel  | An Se-young                 | Carolina Marín                              | Akane Yamaguchi               |
| Dameneinzel  | An Se-young                 | Carolina Marín                              | Chen Yufei                    |
| Herrendoppel | Kang Min-hyuk Seo Seung-jae | Kim Astrup Anders Skaarup Rasmussen         | Liang Weikeng Wang Chang      |
| Herrendoppel | Kang Min-hyuk Seo Seung-jae | Kim Astrup Anders Skaarup Rasmussen         | Aaron Chia Soh Wooi Yik       |
| Damendoppel  | Chen Qingchen Jia Yifan     | Apriyani Rahayu Siti Fadia Silva Ramadhanti | Zhang Shuxian Zheng Yu        |
| Damendoppel  | Chen Qingchen Jia Yifan     | Apriyani Rahayu Siti Fadia Silva Ramadhanti | Kim So-young Kong Hee-yong    |
| Mixed        | Seo Seung-jae Chae Yoo-jung | Zheng Siwei Huang Yaqiong                   | Yuta Watanabe Arisa Higashino |
| Mixed        | Seo Seung-jae Chae Yoo-jung | Zheng Siwei Huang Yaqiong                   | Jiang Zhenbang Wei Yaxin      |